# Ilie Morodan
Ilie Morodan (* 17. April 1930 in Curtici, Kreis Arad) ist ein ehemaliger rumänischer Politiker der Rumänischen Kommunistischen Partei PCR (Partidul Comunist Român) und Diplomat, der unter anderem von 1988 bis 1990 Botschafter in der Demokratischen Republik Sudan war.

## Leben
Ilie Morodan begann 1951 ein Studium an der Fakultät für Wirtschaftsingenieurwesen am Eisenbahninstitut (Institutul de Căi Ferate) in Bukarest, welches er 1956 als Wirtschaftsingenieur beendete. Während des Studiums wurde er im Mai 1955 Mitglied der damaligen Rumänischen Arbeiterpartei PMR (Partidul Muncitoresc Român) und begann 1956 seine berufliche Laufbahn als Ingenieurpraktikant in der Regionaldirektion der Staatlichen Eisenbahngesellschaft CFR (Căile Ferate Române) in Timișoara, in der er bis März 1957 tätig war. Im Anschluss war er zwischen März 1957 und März 1958 als Leiter des Büros für Arbeit und Löhne im CFR-Lokomotivdepot in Simeria und kehrte daraufhin von März 1958 bis Januar 1960 als Leiter des Büros für Arbeit und Löhne zur Regionaldirektion der CFR in Timișoara zurück. Er war von Januar 1960 bis Dezember 1963 Leiter der Wirtschaftskommission sowie anschließend zwischen Dezember 1963 und dem 15. Dezember 1970 Sekretär für Wirtschaft des Stadtparteikomitees von Timișoara. Während dieser Zeit war er 1963 Absolvent der Parteihochschule „Ștefan Gheorghiu“ und erwarb zudem einen Doktortitel an der Akademie für Sozial- und Politikwissenschaften „Ștefan Gheorghiu“.
Am 15. Dezember 1970 wurde Morodan Sekretär für Wirtschaft des Parteikomitees im Kreis Timiș sowie zugleich in Personalunion Erster Vizepräsident des Volksrates dieses Kreises und hatte beide Funktionen mehr als 17 Jahre lang bis zum 26. Februar 1988 inne. Auf dem Elften Parteitag der PCR (24. bis 27. November 1974) wurde er Kandidat des ZK der PCR und behielt diese Funktion bis zum Zwölften Parteitag der PCR (19. bis 23. November 1979). Zuletzt wurde er als Nachfolger von Gheorghe Airinei am 9. Mai 1988 außerordentlicher und bevollmächtigter Botschafter in der Demokratischen Republik Sudan und verblieb auf diesem diplomatischen Posten in Khartum bis zum 17. November 1990.